# کلروپلاست

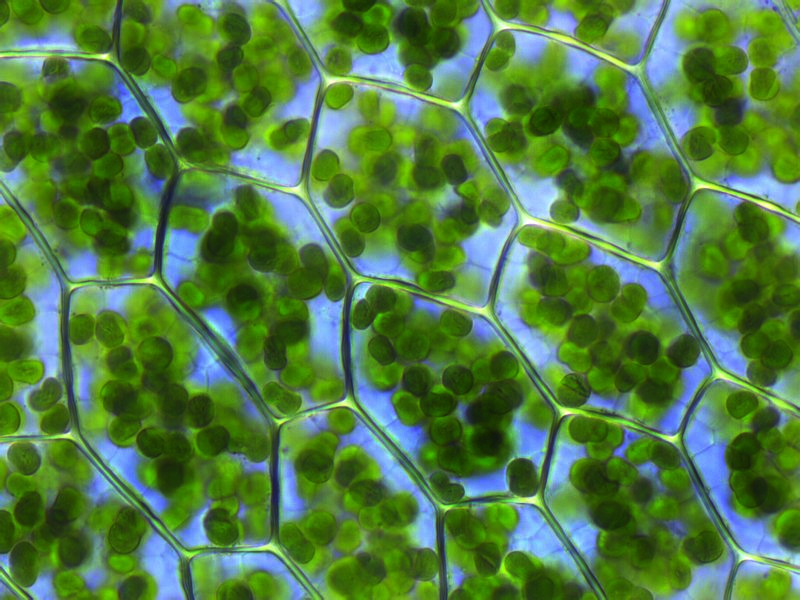
کلروپلاست در گیاه آویشن

سبزدیسه یا کلروپلاست (به انگلیسی: chloroplast) بخشی از سلول‌های گیاهی و بعضی جلبک‌هاست که درونشان رنگدانه‌ای به نام کلروفیل وجود دارد. همین کلروفیل است که به گیاهان رنگ سبز می‌دهد و مهم‌تر از آن، انرژی نور خورشید را می‌گیرد و آن را به انرژی شیمیایی تبدیل می‌کند. این فرآیند که به آن فتوسنتز (نورساخت) می‌گویند، باعث می‌شود گیاهان از نور خورشید، آب و دی‌اکسید کربن قند بسازند و این قند هم برای خود گیاه انرژی و مادهٔ سازنده فراهم می‌کند و هم منبع اصلی غذا برای بیشتر موجودات زنده روی زمین می‌شود. در کنار تولید قند، کلروپلاست‌ها اکسیژن آزاد می‌کنند که برای نفس کشیدن همهٔ جانوران و انسان‌ها حیاتی است. به زبان ساده، می‌توان کلروپلاست را مثل آشپزخانهٔ سبز سلول در نظر گرفت که هم غذای گیاه را می‌پزد و هم هوایی تولید می‌کند که ما بدون آن نمی‌توانیم زنده بمانیم.
بنابراین، سبزدیسه پلاست‌هایی دارای کلروفیل (سبزینه) اند که در سیتوپلاسم سلول‌های گیاهی یافت می‌شوند. کلروپلاست‌ها به امواج مختلف طیف مرئی حساس‌اند و با استفاده از سبزینهٔ خود انرژی فوتونها را به مولکولهای شیمیایی تبدیل می‌کنند. شمار کلروپلاست‌ها به‌طور ژنتیکی معین است. همچنین کلروپلاست از واحدهایی به نام گرانوم ساخته شده است که انرژی خورشید را به دام می‌اندازد و خود این گرانوم‌ها نیز از واحدهایی به نام تیلاکوئید تشکیل شده‌اند. درون کلروپلاست مایعی سیال به نام استروما (بستره) تشکیل شده است. در واقع کار اصلی کلروپلاست فوتوسنتز است (فوتوسنتز فرایندی است که با جذب دی‌اکسید کربن و انرژی خورشید، آن را به صورت مواد غذایی یا قندها تبدیل می‌کند). کلروپلاست دارای دو غشا است که عبارتند از:
1. غشای درونی
2. غشای بیرونی که این دو غشا فضای درون کلروپلاست رو به سه بخش تقسیم می‌کنند که عبارت اند از:

الف- فضای بین غشا داخلی و خارجی
ب- فضای درون غشای درونی (استروما) که گرانوم‌ها (شامل تیلاکوئیدها) در ان قرار دارد.
پ- فضای درون تیلاکوئیدها.
همچنین درون کلروپلاست DNA حلقوی و کلروفیل (a,b) و کاروتنوئید که از اجزای مهم کلروپلاست است وجود دارد که به نام دی‌ان‌ای کلروپلاستی شناخته شده است.
تمام قسمت‌های سبز گیاهان شامل ساقه‌های سبز و میوه‌های نارس، کرولوپلاست دارند ولی برگ‌ها منبع غالب فتوسنتز در اکثر گیاهان هستند.
در یک برگ با مساحت سطح یک میلی‌متر مربع حدود نیم میلیون کلروپلاست وجود دارد. کلروپلاست‌ها بیشتر در سلول‌های مزوفیل دیده می‌شوند.